# 第9後方支援連隊
第9後方支援連隊（だいきゅうこうほうしえんれんたい、JGSDF 9th Logistic Support Regiment）は、陸上自衛隊八戸駐屯地（青森県八戸市）に連隊本部が駐屯する第9師団隷下の後方支援部隊である。

## 概要
第9師団の各部隊に対し、補給、整備、回収、輸送および衛生支援を行うことを主な任務とするほか、災害派遣や民生協力、国際貢献活動も行っている。
連隊長は1等陸佐（二）が充てられ、青森、弘前、岩手、八戸、秋田の5つの駐屯地にそれぞれ部隊が駐屯し、八戸駐屯地には連隊本部、本部付隊、第1整備大隊、補給隊が所在している。

## 沿革
- 1990年（平成02年）3月26日：第9師団近代化への改編に伴い、第9武器隊・第9補給隊・第9衛生隊・第9輸送隊を統合して第9後方支援連隊が青森駐屯地において編成完結。
- 1994年（平成06年）3月28日：第309武器直接支援隊を武器隊に編入。
- 1995年（平成07年）1月：阪神・淡路大震災発生により、災害派遣出動。
- 1996年（平成08年）3月29日：部隊改編。

1. 師団司令部第4部長職が専任化され、連隊長との兼補が解除。
2. 武器隊を武器大隊に改編。

- 2008年（平成20年）6月：岩手・宮城内陸地震発生により、災害派遣出動。
- 2010年（平成22年）3月26日：第9師団の即応近代化師団への改編による連隊改編。

1. 補給・整備組織を集約するため、武器大隊に師団隷下の諸部隊の整備部門を統合し、第1整備大隊、第2整備大隊に改編。
2. 連隊本部および付隊、補給隊が青森駐屯地から八戸駐屯地へ移駐。

- 2020年（令和02年）3月26日：第2整備大隊特科直接支援中隊（岩手駐屯地：第9特科連隊を支援）が廃止。
- 2024年（令和06年）3月21日：第2整備大隊戦車直接支援中隊（岩手駐屯地：第9戦車大隊を支援）と第2整備大隊偵察直接支援小隊（弘前駐屯地：第9偵察隊を支援）を統合し、第2整備大隊偵察戦闘直接支援隊を岩手駐屯地に新編[2]。

## 部隊編成（任務）
特記ないものは八戸駐屯地内に所在する。
- 第9後方支援連隊本部
- 第9後方支援連隊本部付隊「9後支-本」：連隊本部の支援、連隊の通信に関する業務を担任
  - 付隊本部
  - 連隊本部班
  - 通信小隊
- 第1整備大隊：第9師団師団隷下部隊に対する全般整備支援（衛生器材を除く）および第2整備大隊直接支援部隊に対する増援を実施
  - 第1整備大隊本部
  - 第1整備大隊本部付隊「9後支-1整-本」
  - 火器車両整備中隊「9後支-1整-火車」
  - 施設整備隊「9後支-1整-施」
  - 通信電子整備隊「9後支-1整-通」（青森駐屯地）：第9通信大隊等を支援
  - 工作回収小隊
- 第2整備大隊：第9師団隷下の部隊に装備されている各種装備品（火器、車両、誘導武器、通信器材等）の整備および回収を担任
  - 第2整備大隊本部（岩手駐屯地）
  - 第2整備大隊本部付隊「9後支-2整-本」 （岩手駐屯地）
  - 第1普通科直接支援中隊「9後支-2整-1」（青森駐屯地）：第5普通科連隊を支援
  - 第2普通科直接支援中隊「9後支-2整-2」（秋田駐屯地）：第21普通科連隊を支援
  - 第3普通科直接支援中隊「9後支-2整-3」（弘前駐屯地）：第39普通科連隊を支援
  - 高射直接支援隊「9後支-2整-髙」（岩手駐屯地）：第9高射特科大隊を支援
  - 偵察戦闘直接支援隊「9後支-2整-偵戦」（岩手駐屯地）：第9偵察戦闘大隊を支援
- 補給隊「9後支-補」：第9師団師団隷下部隊に対する糧食・需品・燃料・部品・水の補給、回収、入浴・洗濯業務を担任
  - 補給隊本部
  - 補給隊本部付隊
  - 需品補給小隊
  - 部品補給小隊
  - 業務小隊
- 輸送隊「9後支-輸」（青森駐屯地）：人員、補給品、車両等の輸送を担任し、第9師団隷下部隊を支援
  - 輸送隊本部
  - 管理班
  - 輸送小隊（Ａ）
  - 輸送小隊（Ｂ）
- 衛生隊「9後支-衛」（青森駐屯地）：第9師団作戦地域での患者の治療・後送および防疫を担任。平素は各種訓練及び衛生技術支援
  - 衛生隊本部
  - 救急車小隊
  - 治療隊
- 八戸自動車教習所「9後支-自教」

## 主要幹部
| 官職名            | 階級    | 氏名     | 補職発令日     | 前職                   |
| ----------------- | ------- | -------- | -------------- | ---------------------- |
| 第9後方支援連隊長 | 1等陸佐 | 齋藤悠一 | 2024年08月01日 | 陸上自衛隊武器学校勤務 |

| 代 | 氏名       | 在職期間                        | 前職                                                    | 後職                                                    |
| -- | ---------- | ------------------------------- | ------------------------------------------------------- | ------------------------------------------------------- |
| 01 | 伊藤俊治   | 1990年03月26日 - 1991年07月31日 | 第9師団司令部第4部長                                    | 陸上自衛隊需品補給処補給部長                            |
| 02 | 藤田昭治   | 1991年08月01日 - 1992年06月15日 | 陸上幕僚監部教育訓練部教育課 企画班長                   | 陸上幕僚監部監理部総務課 庶務室長                       |
| 03 | 田上昭夫   | 1992年06月16日 - 1994年11月30日 | 陸上自衛隊化学学校教育部長                              | 防衛研究所所員                                          |
| 04 | 木田秀人   | 1994年12月01日 - 1997年03月31日 | 第4陸曹教育隊長                                         | 防衛研究所主任研究官                                    |
| 05 | 木室喜壽   | 1997年04月01日 - 1999年07月31日 | 陸上自衛隊中央会計隊副隊長                              | 陸上自衛隊会計監査隊長                                  |
| 06 | 野口哲郎   | 1999年08月01日 - 2002年07月31日 | 陸上自衛隊九州補給処武器部長                            | 陸上自衛隊北海道補給処副処長                            |
| 07 | 櫻木正朋   | 2002年08月01日 - 2004年03月28日 | 陸上幕僚監部教育訓練部教育課 企画班長                   | 陸上幕僚監部人事部援護業務課長                          |
| 08 | 飯塚稔     | 2004年03月29日 - 2006年08月03日 | 陸上幕僚監部人事部厚生課 厚生班長                       | 陸上自衛隊研究本部主任研究開発官                        |
| 09 | 山岡健男   | 2006年08月04日 - 2008年03月25日 | 陸上幕僚監部防衛部防衛課 防衛調整官                     | 陸上幕僚監部運用支援・情報部 情報課長                   |
| 10 | 飯田重喜   | 2008年03月26日 - 2010年07月31日 | 陸上幕僚監部装備部武器・化学課 火器班長                 | 近畿中部防衛局東海防衛支局次長                          |
| 11 | 六車昌晃   | 2010年08月01日 - 2011年11月30日 | 陸上自衛隊研究本部研究員                                | 中部方面総監部装備部長                                  |
| 12 | 野口恵一   | 2011年12月01日 - 2014年03月22日 | 陸上幕僚監部監理部総務課 渉外班長                       | 陸上自衛隊九州補給処装備計画部長                        |
| 13 | 髙見友康   | 2014年03月23日 - 2016年03月22日 | 陸上自衛隊需品学校研究部長                              | 陸上自衛隊幹部学校主任教官                              |
| 14 | 徳田優一   | 2016年03月23日 - 2018年03月22日 | 防衛装備庁プロジェクト管理部 事業監理官付事業計画調整官 | 防衛装備庁プロジェクト管理部 装備技術官付装備技術調整官 |
| 15 | 酒巻勝     | 2018年03月23日 - 2020年07月31日 | 陸上幕僚監部装備計画部武器・化学課 弾薬班長             | 陸上自衛隊教育訓練研究本部主任教官                      |
| 16 | 児玉龍     | 2020年08月01日 - 2021年12月21日 | 陸上自衛隊需品学校主任教官                              | 陸上幕僚監部監理部総務課庶務室長                        |
| 17 | 倉持知佳夫 | 2021年12月22日 - 2023年03月29日 | 陸上幕僚監部装備計画部武器・化学課 火器班長             | 防衛装備庁プロジェクト管理部 装備技術官付装備技術調整官 |
| 18 | 内藤啓太   | 2023年03月30日 - 2024年07月31日 | 陸上幕僚監部運用支援・訓練部訓練課 器材・演習場班長     | 陸上自衛隊北海道補給処勤務                              |
| 19 | 齋藤悠一   | 2024年08月01日 -                | 陸上自衛隊武器学校勤務                                  |                                                         |

## 主要装備
- 73式小型トラック
- 73式中型トラック
- 73式大型トラック
- 74式特大型トラック
- 重レッカ
- 中型セミトレーラ
- 重装輪回収車
- 3トン半水タンク車
- 3トン半燃料タンク車
- 3トン半航空用燃料タンク車
- 野外支援車
- 野外炊具
- 野外洗濯セット2型
- 野外入浴セット2型
- 浄水セット（車載型）
- 野外手術システム
- 1トン半救急車
- 89式5.56mm小銃
- 9mm拳銃
- 12.7mm重機関銃M2
- 91式携帯地対空誘導弾

## 廃止部隊
- 2010年（平成22年）3月25日廃止
  - 第9後方支援連隊武器大隊「9後支-武」：第1整備大隊、第2整備大隊に改編。
- 2020年（令和2年）3月25日廃止
  - 第9後方支援連隊第2整備大隊特科直接支援中隊「9後支-2整-特」（岩手駐屯地）第9特科連隊を支援：東北方面後方支援隊第102特科直接支援隊に編合。
- 2024年（令和6年）3月21日廃止
  - 第9後方支援連隊第2整備大隊戦車直接支援中隊「9後支-2整-戦」（岩手駐屯地）第9戦車大隊を支援：第2整備大隊偵察戦闘直接支援隊へ改編。
  - 第9後方支援連隊第2整備大隊偵察直接支援小隊「9後支-2整-偵」（弘前駐屯地）第9偵察隊を支援：第2整備大隊偵察戦闘直接支援隊へ改編。